# イブラヒム・ハッサン・アドウ
イブラヒム・ハッサン・アドウ（Ibraahin Hassan Addow、ソマリ語: Ibraahin Xasan Caddoow、アラビア語: ابراهيم حسن ادو、生年不明 - 2009年12月2日）は、ソマリアの学者、政治家。ソマリア暫定連邦政府の高等教育相を務めていた。
アメリカ合衆国のワシントンD.C.にあるアメリカン大学で1999年にソマリアに戻るまで働いていた。帰国後はモガディシオにあるベナディール大学にて学長を務めていた。またソマリアのイスラム法廷会議にて対外事務局の局長も務めていた。
2009年12月2日、モガディシオにあるシャモホテルにて行われていたベナディール大学の卒業式に出席していたところ、自爆テロに遭い即死した。この自爆テロにより同じく参列していたカマール・アデン・アリ保健相も即死しており、教育相のモハメド・アブドラヒ・ワエレはその後死亡が確認され、スポーツ相スレイマン・オラド・ロブレも負傷した。